# Королевская Пруссия
Королевская Пруссия (лат. Prussia Regalis; пол. Prusy Królewskie, Prusy Polskie) — провинция Польского королевства с 1466 года (с 1569 года Речи Посполитой) по 1772 год. Королевская Пруссия включала Померелию, Кульмскую землю (Кульмерландию, Kulmerland), Помезанию — Мальборкское воеводство (Мариенбург), Гданьск (Данциг), Торунь (Торн) и Эльблонг (Эльбинг).
Королевскую Пруссию необходимо отличать от Герцогства Пруссия: королевская Пруссия была частью Польши, а герцогство Пруссия находилось в вассальной зависимости от Польши как польский лен, а с 1657 года стало независимым (но находилось в личной унии с герцогством Бранденбург с 1618 года). В старых рукописях (до XVI—XVII веков) и на латыни термин Prut(h)enia обозначал королевскую Пруссию, герцогство Пруссия, а также их общего предшественника — государство Тевтонского ордена. В современном языке уместно употреблять прилагательное Prut(h)enic.
Административно Королевская Пруссия была частью великопольской провинции, состоявшей кроме Пруссии из собственно Великой Польши, Мазовии, Ленчицкого и Серадзкого воеводств. Столицей провинции был город Познань.

## История
До вторжения тевтонских рыцарей в начале XIV века регион включал Восточное Поморье и юго-западные области Пруссии.

### Тринадцатилетняя война

Прошение членов прусского союза к королю Казимиру с просьбой о включении Пруссии в состав Польской Короны, 15 апреля 1454 года, Главный архив древних актов (Варшава).

Во время Тринадцатилетней войны (или «Войны городов»), в феврале 1454 года Прусская конфедерация (союз 53 дворян и 19 городов за ограничение власти Тевтонского ордена, во главе которого стояли города Данциг, Эльблонг и Торн и дворянство из Кульмландии) попросили польского короля Казимира IV о поддержке в борьбе против власти Тевтонского ордена и о вхождении Пруссии в состав польского королевства. Восстание охватило и главные города восточной части земель Ордена, например, город Кнайпхоф (ныне часть Калининграда). Война закончилась в 1466 году Вторым Торуньским миром, по которому Орден уступал Польше права на западную часть Пруссии, включая Восточное Поморье, земли Эльблонга, Мальборка и Хелмно (Кульм).

### Польское королевство
Королевская Пруссия в составе Польши обладала значительной автономией. В провинции был свой собственный парламент, казначейство, денежная единица и свои войска. Она управлялась советом, подчинявшимся польскому королю, а членов совета избирали местные феодалы и богатые горожане. Пруссакам также были отведены места в польском Сейме, но вплоть до Люблинской унии они по собственному желанию не пользовались этим правом.
Епископство Вармия имело претензии на статус имперского княжества-епископства, якобы это право было предоставлено императором Карлом IV. Хотя нет документов, подтверждающих этот статус, он широко использовался в XVII веке. Епископство продолжало отстаивать его до самого конца Священной Римской империи в 1806 году.

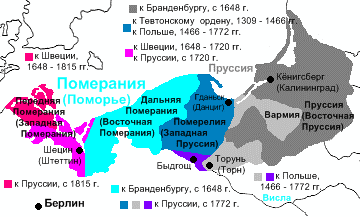
Померания, Западная и Восточная Пруссия

Восточная часть Пруссии осталась под управлением Тевтонского ордена и его наследников. В 1525 году великий магистр Тевтонского ордена Альбрехт Гогенцоллерн стал лютеранином и секуляризовал (сделал светским) земли ордена, создав герцогство Пруссию, и стал его наследственным правителем. В 1618 году герцогство унаследовал Иоанн Сигизмунд, курфюрст Бранденбурга. Пруссия осталась под властью Речи Посполитой (и на короткое время — Швеции) и поэтому правители Бранденбурга обязаны были, как прусские герцоги, приносить клятву верности польской короне. Бранденбург получил Пруссию в безраздельную собственность только в 1657 году по Велявско-Быдгощским трактатам.
Гербом Королевской Пруссии стал герб одного из старейших воеводств — Хелмненского.